# Real Monasterio de Santa Clara (Jaén)
El Real Monasterio de Santa Clara se considera el monasterio más antiguo de la ciudad de Jaén, España, y alberga una comunidad de clarisas de clausura. 

## Historia
Fue fundado en el siglo XIII por Fernando III, el Santo, en el Arrabal de las monjas, una zona extramuros de la ciudad. Sin embargo, después de sufrir un ataque se traslada dentro de la ciudad.
En su parte trasera, en un espacio que actualmente ocupa un gran huerto, se ubicó una de las primitivas sinagogas judías de la ciudad, convertida después de las graves persecuciones de 1391 en la iglesia de Santa Cruz, dependiente de la parroquial de San Andrés. En el siglo XV se convertiría en parroquia también, y pasados los siglos y tras diversos litigios con dicha iglesia, a causa de su torre campanario (desde la que se veía la clausura), dichos espacios pasaron a ser propiedad del Real Monasterio de Santa Clara.
Gran parte del monasterio, de enormes dimensiones actualmente, se incorporó al mismo tras el abandono de la población hebrea de gran parte de los espacios de la primitiva judería de la ciudad.

## Iglesia
Su iglesia es de una sola nave rectangular y está cubierta por un bello artesonado mudéjar. Tiene dos coros, el coro alto y el coro bajo, cubierto por un hermoso artesonado que es el más antiguo de la iglesia. El retablo actual, sustituye al anterior desaparecido en la Guerra Civil, es de 1958 obra de Francisco Palma Burgos y presenta en la parte central una hornacina con la imagen de Santa Clara.
En ella se alberga la imagen del Santísimo Cristo de las Misericordias, una escultura anónima del siglo XVI, a la que también se le conoce con el nombre de «Cristo de Bambú» y que es titular de la Cofradía de los Estudiantes que procesiona el Lunes Santo. Fue sede durante los años 50 y 60 de la Congregación del Santo Sepulcro, que construyó la actual capilla lateral, por obras de restauración de la Iglesia de San Juan.

## Patio
También cabe destacar su precioso patio exterior de elegantes líneas, con un jardín en el centro en el que destaca un enorme ciprés y una estatua de la virgen que hizo instalar el actual capellán del monasterio don Juan Bautista Monzón Ruíz. En dicho patio cuelgan dos antiquísimas piedras escritas en latín (una del siglo XVII y otra posterior), como ayuda para los gastos de la comunidad, las monjas bordan por encargo y venden modestos dulces hechos de forma artesanal. 
A modo de curiosidad, existe la tradición de ofrecer huevos a la santa para "encargar" que un determinado día sea soleado, esta práctica la realizan sobre todo novios para el día de su boda.